# 水アレルギー
水アレルギー（みずアレルギー）は、水蕁麻疹 (aquagenous urticaria, aquagenic urticaria, water urticaria) の俗称である。実際はアレルギー性ではなく物理的刺激による蕁麻疹であり、ICD-10ではL23「アレルギー性接触皮膚炎」内ではなく、L50.8「その他の蕁麻疹」に分類される。
きわめてまれな症状であり、記録に残る発症者は世界でこれまで100人に満たない。
名前の通り水に反応する。自分の体の涙や汗、唾液などにも反応し、皮膚に水がかかるとおよそ15分後に当該部位が赤く腫れ、痒みや激痛を伴う。この症状は2時間ほどで治まる。なお、アレルギー疾患ではなく皮膚疾患であるため、体内の水分は害をなさない。
現在の医療では特に対処法はない。